# Poletna palača, Peking
Poletna palača (poenostavljeno kitajsko: 颐和园; tradicionalno kitajsko: 頤和園; pinjin: Yíhéyuán) je obsežen kompleks jezer, vrtov in palač v Pekingu. V času dinastije Čing je bil to cesarski vrt. V notranjosti so Hrib dolgoživosti (万寿山; 萬壽山; Wànshòu Shān), jezero Kunming in most s sedemnajstimi luknjami. Pokriva površino 2,9 kvadratnih kilometrov, od tega tri četrtine predstavlja voda.
Hrib dolgoživosti je visok približno 60 metrov in ima številne stavbe, postavljene v zaporedju. Na sprednjem hribu so čudovite dvorane in paviljoni, medtem ko je zadnji hrib, v ostrem nasprotju s tem, miren in z naravno lepoto. Osrednje jezero Kunming, ki pokriva 2,2 km2, je bilo v celoti umetno zgrajeno, izkopana zemlja pa je bila uporabljena za gradnjo Hriba dolgoživosti.
Poletna palača, ki jo navdihujejo vrtovi Južne Kitajske, vsebuje več kot 3000 kitajskih starodavnih stavb, v katerih je shranjena zbirka več kot 40.000 dragocenih zgodovinskih relikvij iz različnih dinastij.
Decembra 1998 je UNESCO Poletno palačo uvrstil na seznam svetovne dediščine. Razglasil jo je za »mojstrovino kitajskega krajinskega vrtnega oblikovanja. Naravna pokrajina hribov in odprte vode se združuje z umetnimi elementi, kot so paviljoni, dvorane, palače, templji in mostovi, da tvorijo harmoničen ansambel izjemne estetske vrednosti.«
Pomembno v kitajski zgodovini je tudi to, da je končna postaja osrednje poti projekta prenosa vode jug-sever, ki je prečkala 1267 km od rezervoarja Dandžiangkov v Hubeju, zaradi česar je glavni vir vode za Peking.

## Zgodovina

### Pred dinastijo Čing
Začetki Poletne palače segajo v čas dinastije Džin, ki so jo vodili Jurčeni. Leta 1153, ko je četrti vladar, Vanjan Ljang (vladal 1150–1161), preselil prestolnico dinastije Džin iz prefekture Huining (v današnjem okrožju Ačeng, Harbin, Heilongdžjang) v Jandžing (današnji Peking), je ukazal gradnjo palače v Dišečih gričih in na hribu Žadaste pomladi na območju, ki je danes severozahodno od Pekinga.
Okoli leta 1271, potem ko je dinastija Juan ustanovila svojo prestolnico v Khanbaliču (današnji Peking), je inženir Guo Šoudžing začel projekt vodovoda, da bi usmeril vodo iz izvira Šenšan (神山泉) v vasi Baifu (白浮村), Čangping, v Zahodno jezero (西湖), ki je kasneje postalo jezero Kunming. Guo si je prizadeval ustvariti vodni rezervoar, ki bi zagotavljal stabilno oskrbo palače z vodo.
Leta 1494 je cesar Hongdži (vladal 1487–1505) iz dinastije Ming dal zgraditi tempelj Juandžing (圓靜寺) za svojo dojiljo, gospo Luo, pred hribom Jar (瓮山), ki so ga kasneje preimenovali v Hrib dolgoživosti. Tempelj je z leti propadel in bil zapuščen, območje okoli hriba pa je bujno poraslo z rastlinjem. Cesar Džengde (vladal 1505–21), ki je nasledil cesarja Hongdžija, je na bregovih Zahodnega jezera zgradil palačo in območje spremenil v cesarski vrt. Hrib Jar je preimenoval v "Zlati hrib" (金山) in jezero poimenoval "Zlato morje" (金海). Tako cesar Džengde kot cesar Vanli (vladal 1572–1620) sta uživala v vožnjah s čolnom po jezeru. Med vladavino cesarja Tiančija (vladal 1620–27) je dvorni evnuh Vei Džongšjan prevzel cesarski vrt kot svojo osebno last.

### Dinastija Čing
V zgodnji dinastiji Čing je bil hrib Jar v cesarski palači kraj za konjske hleve. Evnuhe, ki so storili prekrške, so tja poslali plet in kosit travo. Na začetku vladavine cesarja Čjanlonga (vladal 1735–1796) so na območju današnjega pekinškega okrožja Haidian zgradili številne cesarske vrtove, zato se je poraba vode močno povečala. Takrat je velik del vode, shranjene v Zahodnem jezeru, prihajal iz sladkovodnega izvira na hribu Žadaste pomladi, del pa iz reke Vančuan (萬泉河). Vsaka motnja pretoka vode z hriba je vplivala na vodni promet in sistem oskrbe z vodo v prestolnici.
Okoli leta 1749 se je cesar Čjanlong odločil, da bo v bližini hriba Jar in Zahodnega jezera zgradil palačo, da bi proslavil 60. rojstni dan svoje matere, cesarice vdove Čongčing. Ukazal je razširitev Zahodnega jezera proti zahodu, da bi ustvarili še dve jezeri, jezero Gaošui (高水湖) in jezero Jangšui (養水湖), z namenom izboljšanja vodovodnega sistema prestolnice. Tri jezera niso služila le kot rezervoar za cesarske vrtove, temveč tudi kot vir vode za okoliška kmetijska območja. Cesar Čjanlong je tri jezera skupaj poimenoval Kunmingsko jezero po bazenu Kunming (昆明池), ki ga je v dinastiji Han zgradil cesar Vu (2. stoletje pr. n. št.) za urjenje svoje mornarice. Zemlja, izkopana ob širitvi jezera Kunming, je bila uporabljena za širitev hriba Jar, ki se je preimenoval v Hrib dolgoživosti. Poletna palača, katere gradnja je bila dokončana leta 1764 in je stala več kot 4,8 milijona srebrnih taelov, se je sprva imenovala Čingjijuan (清漪園; 'Vrtovi jasnih valov').
Zasnova Poletne palače je temeljila na legendi iz kitajske mitologije o treh božanskih gorah v Vzhodnem morju, in sicer Penglai, Fangdžang (方丈) in Jingdžvu (瀛洲). Trije otoki v jezeru Kunming – otok Nanhu (南湖島), otok Tuančeng (團城島) in otok Zaodžjantang (藻鑒堂島) – so bili narejeni tako, da predstavljajo tri gore, medtem ko je bilo jezero samo zasnovano na načrtu Zahodnega jezera v Hangdžovu. Poleg tega so bile številne arhitekturne značilnosti v palači zgrajene tako, da so spominjale ali posnemale različne znamenitosti po Kitajski. Na primer, pomol Fenix (鳳凰墩) je predstavljal jezero Tai; stolp Džingming (景明樓) je spominjal na stolp Juejang v Hunanu; paviljon Vangčan (望蟾閣) je spominjal na stolp Rumenega žerjava; nakupovalne ulice so bile zasnovane tako, da posnemajo tiste v Sudžovu in Jangdžovu. Osrednji del Poletne palače je bil Veliki tempelj hvaležnosti in dolgoživosti (大報恩延壽寺). Imel je tudi dolg hodnik, dolg več kot 700 metrov, ki je bil opremljen z umetniškimi okraski. Ker palača ni bila opremljena z objekti za dolgotrajno bivanje in vsakodnevno upravljanje državnih zadev, cesar Čjanlong v njej ni nikoli prebival in je ostal le za en dan, kadar koli jo je obiskal.
Ko je cesarstvo Čing po vladavini cesarja Daoguanga (vladal 1820–1850) začelo upadati, je Poletna palača postopoma postajala vse bolj zanemarjena, arhitekturne značilnosti na treh otokih pa so bile zaradi previsokih stroškov vzdrževanja razstavljene. Med drugo opijsko vojno so britanske in francoske sile decembra 1860 zasedle Poletno palačo in bližnjo Staro poletno palačo, obe izropale, slednjo pa požgale. Zasedbe so bile del invazije Velike Britanije in Francije na severno Kitajsko, s katero so želeli vlado dinastije Čing prisiliti k pogajalski mizi. Kljub plenjenju Poletna palača ni bila požgana, saj britanski visoki komisar na Kitajskem, lord Elgin, ni izdal ukazov za to.
Med letoma 1884 in 1895, v času vladavine cesarja Guangšuja (1875–1908), je cesarica vdova Ciši menda naročila do 22 milijonov srebrnih taelov, prvotno namenjenih nadgradnji mornarice (flote Beijang), ki naj bi se uporabili za obnovo in širitev Poletne palače ob praznovanju njenega 60. rojstnega dne; vendar nekateri drugi viri navajajo, da je bilo dodeljenih največ šest milijonov taelov, od katerih noben ni prišel iz kapitalskega proračuna mornarice, temveč le plačane obračunane bančne obresti. Ker so bila sredstva omejena, so se gradbena dela osredotočila na stavbe na čelu Hriba dolgoživosti in jezove okoli jezera Kunming. Poletna palača je leta 1888 dobila tudi svoje današnje kitajsko ime Jihejuan" (頤和園). Leta 1900, proti koncu boksarske vstaje, je Poletna palača ponovno utrpela škodo, ko so sile Osem narodov uničile cesarske vrtove in zasegle številne artefakte, shranjene v palači. Palača je bila obnovljena dve leti pozneje.

### Po dinastiji Qing
Leta 1912 je Poletna palača po abdikaciji Pujija, zadnjega cesarja, postala zasebna last nekdanje cesarske družine cesarstva Čing. Dve leti pozneje je bila Poletna palača odprta za javnost in vstopnice so bile že naprodaj. Leta 1924, potem ko je vojskovodja Feng Jušjang izgnal Pujija iz Prepovedanega mesta, je pekinška občina prevzela upravljanje Poletne palače in jo spremenila v javni park.
Po letu 1949 je Poletna palača za kratek čas gostila Centralno partijsko šolo Kitajske komunistične partije. Tam so živeli tudi številni Mao Cetungovi prijatelji in ključne osebnosti v komunistični partiji, kot sta Liu Jazi in Džjang Čing. Od leta 1953 je bilo na Poletni palači izvedenih veliko večjih restavratorskih in obnovitvenih del, ki je zdaj odprta za javnost kot turistična atrakcija in park.
Novembra 1998 je Poletno palačo UNESCO uvrstil na seznam svetovne dediščine. Proti koncu leta 2006 je kitajska vlada začela razdeljevati tudi spominske kovance, da bi proslavila Poletno palačo kot kulturno relikvijo sveta.

## Znamenitosti
Celotna Poletna palača je osredotočena okoli Hriba dolgoživosti in jezera Kunming, pri čemer slednje pokriva približno tri četrtine površine. Večina pomembnih stavb je bila zgrajena vzdolž severno-južne osi Hriba dolgoživosti, ki je razdeljen na sprednji in zadnji hrib. V jezeru Kunming so trije majhni otoki: otok Nanhu, otok Zaodžjantang in otok Džidžinge. Zahodni jez jezera Kunming deli jezero na dva dela. Vzhodni jez je bil zgrajen v času vladavine cesarja Guangšuja. Znamenitosti v Poletni palači lahko razdelimo na šest različnih delov oziroma slikovitih območij: Dvorane, Hrib dolgoživosti, Jezero Kunming, Slikovit park s kmetijstvom in tkanjem, Dolgi hodnik in območje Osrednje osi. Poletna palača je med najbolj obiskanimi destinacijami na Kitajskem, uvrščena je med pet najboljših in letno privabi približno 10 milijonov turistov.

### Sprednji hrib
- Vzhodna vrata palače (poenostavljena kitajščina: 东宫门; tradicionalna kitajščina: 東宮門; pinjin: Dōnggōngmén): Glavni vhod v Poletno palačo. Dva bronasta leva na obeh straneh vrat sta ohranjena iz časa cesarja Čjanlonga, medtem ko so stopnice Oblačnega zmaja pred vrati relikvije iz Stare poletne palače. Tri kitajske znake Jihejuan na napisu nad vrati je napisal cesar Guangšu.
- Dvorana dobrohotnosti in dolgoživosti (仁寿殿; 仁壽殿; Rénshòudiàn): Dvorana, kjer so potekale sodne seje. V času cesarja Čjanlonga se je imenovala Dvorana dobrega upravljanja (勤政殿), vendar ji je današnje ime dal cesar Guangšu. Vodnjak severno od dvorane se imenuje Vodnjak podaljševanja let (延年井), medtem ko je bil skalnjak za dvorano zasnovan tako, da posnema vrt Levji gaj v Sudžovu. Kapniki so ostanki iz Stare poletne palače.
- Dvorana žadastih valov (玉澜堂; 玉瀾堂; Yùlántáng): je zahodno od Dvorane dobrohotnosti in dolgoživosti. To so bili bivalni prostori cesarjev Čing. Cesarja Guangšuja je nekoč tukaj zaprla cesarica vdova Ciši.
- Dvorana Jijun (宜芸馆; 宜芸館; Yíyúnguǎn): je severno od Dvorane žadastih valov. Prvotno je bila v času cesarja Čjanlonga knjižnica, v času cesarja Guangšuja pa je postala bivalni prostor cesarice Longju. V njej je bila zbirka kamnitih rezbarij kaligrafije, ki jih je napisal cesar Čjanlong.
- Vrt Dehe (德和园; 德和園; Déhéyuán): V njem se nahaja trinadstropna Velika operna dvorana (大戏楼; 大戲樓), kjer so uprizarjali operne predstave.

Dvorana veselja in dolgoživosti (乐寿堂; 樂壽堂; Lèshòutáng): Bivalni prostori cesarice vdove Cixi.
- Dolgi hodnik (长廊; 長廊; Chángláng): Razteza se od Dvorane veselja in dolgoživosti na vzhodu do paviljona Šidžang na zahodu. Celoten hodnik je dolg 728 metrov in vsebuje umetniške okraske, vključno s slikami znanih krajev na Kitajskem ter prizori iz kitajske mitologije in ljudskih pravljic, Štiriindvajsetih sinovskih primerov in Štirje veliki klasični romani.
- Dvorana razpihovanja oblakov (排云殿; 排雲殿; Páiyúndiàn): je na sredini osrednje osi Hriba dolgoživosti. Prvotno Veliki tempelj hvaležnosti in dolgoživosti (大報恩延壽寺), obnovljen je bil leta 1892 in postal prostor, kjer je cesarica vdova Ciši sprejemala goste, gostila velike slovesnosti in praznovala svoj rojstni dan.
- Stolp budističnega kadila (佛香阁; 佛香閣; Fóxiānggé): je v samem središču sprednjega hriba Gore dolgoživosti. Stolp je bil prvotno mišljen kot devetnadstropna budistična pagoda, zgrajena tako, da bi spominjala na Stolp rumenega žerjava. Cesar Čjanlong je ukazal, naj se gradnja ustavi takoj po izgradnji osmega nadstropja. Stolp je bil zgrajen na 20 m visokem kamnitem podstavku, meri tri nadstropja in je visok 41 metrov, podpira pa ga osem stebrov iz železnega lesa. Cesarica vdova Ciši je obiskala stolp, da bi darovala kadilo in molila.
- Morje modrosti (智慧海; Zhìhuìhǎi): je na vrhu Hriba dolgoživosti. Zgrajeno je bilo iz barvnega stekla in v njem je več kot 1000 kipov budističnih figur. Med kulturno revolucijo je bilo delno poškodovano.
- Stela Hriba dolgoživosti in jezera Kunming (万寿山昆明湖碑; 萬壽山昆明湖碑; Wànshòushān Kūnmínghú Bēi): je vzhodno od Dvorane razpršitve oblakov. Na steli je šest kitajskih znakov, ki jih je napisal cesar Čjanlong.
- Paviljon dragocenih oblakov (宝云阁; 寶雲閣; Bǎoyúngé): je zahodno od Stolpa budističnega kadila. Prvotno se je imenoval Bronasti paviljon (铜亭; 銅亭) in je bil zgrajen leta 1755. Vrata in okna so leta 1900 ukradli vojaki Osem narodov. V 1980-ih so jih kupili Kitajci v tujini in jih podarili nazaj Poletni palači.
- Kamniti čoln (石舫; Shífǎng): Kamniti čoln je dolg 36 metrov. Prvotni leseni čoln je bil leta 1860 požgan in je bil nadomeščen z marmorno kopijo z lopatnimi kolesi v zahodnem slogu.
- Dvorana poslušanja Oriole (听鹂馆; 聽鸝館; Tīnglíguǎn): je zahodno od Hriba dolgoživosti. Nekoč je bila to dvorana, kjer je cesarica vdova Cixi gledala operne predstave. Dvorana je zdaj preurejena v restavracijo, specializirano za cesarsko kuhinjo dinastije Čing.
- Huazhongyou (画中游; 畫中游; Huàzhōngyóu): je zahodno od Hriba dolgoživosti, tik nad Dvorano za poslušanje Oriole, s pogledom na jezero Kunming.
- Vzhodno od Prednjega hriba (前山东部; 前山東部; Qiánshān Dōngbù): Ima veliko paviljonov in dvoran.
- Zahodno od Prednjega hriba (前山西部; Qiánshān Xībù): Ima veliko paviljonov in dvoran.
- Zahodno od dolgega hodnika (长廊西端; 長廊西端; Chángláng Xīduān): severno od paviljona Šidžang je Zahodna štiri dvorana (西四厅; 西四廳). Vdova cesarica Ciši je  zaprla v dvorano cesarjevo soprogo Džen. To je bil zahodni vhod v Poletno palačo v času cesarja Čjanlong.

### Zadnji hrih
- Ulica Sudžov (苏州街; 蘇州街; Sūzhōujiē): Leta 1762 je cesar Čjanlong po vrnitvi z potovanja po regiji Džiangnan ukazal gradnjo nakupovalne ulice v Sudžovu, ki je spominjala na ulico Šantang. Ulico so leta 1860 uničili Britanci in Francozi, obnovljena pa je bila šele leta 1988.
- Vrt harmoničnih užitkov (谐趣园; 諧趣園; Xiéqùyuán): je v severovzhodnem kotu Poletne palače. Leta 1751, ko je cesar Čjanlong obiskal regijo Džiangnan, je bil tako navdušen nad vrtom v Vušiju, da je v Poletni palači naročil zgraditi vrt Huišan (惠山園) po vzoru vrta Džičang. Vrt Huišan se je leta 1811 preimenoval v "vrt Xiequ".
- Štiri velike regije (四大部洲; Sìdàbùzhōu): je na sredini osrednje osi zadnjega hriba. Zasnovan je bil tako, da spominja na samostan Samje v Tibetu, v njem pa so kipi Bhaisajyaguruja, Bude in Amitabhe. Leta 1860 so ga uničili Britanci in Francozi, a je bil kasneje obnovljen.
- Cvetlični paviljon in stekleni stolp (花承阁琉璃塔; 花承閣琉璃塔; Huāchénggé Liúlítǎ): je vzhodno od zadnjega hriba. Leta 1860 so ga uničili Britanci in Francozi; ostal je le Stekleni stolp. Med kulturno revolucijo so pripadniki rdeče garde pohabili budistični kip na dnu stolpa.
- Nekdanja lokacija Gaičunjuana (赅春园遗址; 賅春園遺址; Gāichūnyuán Yízhǐ): je zahodno od zadnjega hriba. V času cesarja Čjanlonga je bil tam zgrajen majhen vrt, cesar pa je tam imel tudi svojo delovno sobo. Gaičunjuan so Britanci in Francozi večinoma uničili leta 1860.
- Nekdanja lokacija paviljona Čivang (绮望轩遗址; 綺望軒遺址; Qǐwàngxuān Yízhǐ): je zahodno od zadnjega hriba ob jezeru. V času cesarja Čjanlonga je bil tam zgrajen majhen vrt.

### Vzhodni jez
- Paviljon Džičun (知春亭; Zhīchūntíng): je na vzhodnem bregu jezera Kunming, južno od Dvorane žadastih valov.
- Stolp Venčang (文昌阁; 文昌閣; Wénchānggé): Zgrajen je bil tako, da spominja na mestna vrata. V času cesarja Čjanlonga je služil kot pomembna vstopna točka v Poletno palačo z vzhoda in juga. Dvorana Venčang (文昌院), pogosto imenovana Galerija, je poleg stolpa Venčang in razstavlja kulturne artefakte iz Poletne palače.
- Paviljon Kuoru (廓如亭; Kuòrútíng): je na sredini vzhodnega jezu, vzhodno od mostu 17 odprtin. Pokrival je površino 130 m2.
- Bronasti vol (铜牛; 銅牛; Tóngniú): Bronast kip vola, zgrajen leta 1755.
- Svetišče Jelü Čucai (耶律楚材词; 耶律楚材祠; Yēlǜ Chǔcái Cí): Svetišče, ki ga je zgradil cesar Čjanlong v spomin na Jelü Čucai, vplivnega državnika v Mongolskem cesarstvu. Po letu 2003 je bilo zaprto, njegov sprednji del pa preurejen v trgovino s spominki.

### Otok Nanhu
- Most s 17 loki (十七孔桥; 十七孔橋; Shíqīkǒngqiáo): na njem je 17 različnih vrst lokov. Vključuje značilnosti mostov Dragoceni pasu v Sudžovu in mostu Lugou v Pekingu. Celoten most je dolg 150 metrov in širok 8 metrov.
- Tempelj zmajskega kralja (龙王庙; 龍王廟; Lóngwángmiào): tempelj, zgrajen za čaščenje zmajskega kralja.
- Dvorana Hanšu (涵虚堂; 涵虛堂; Hánxūtáng): je severno od otoka Nanhu, neposredno obrnjena proti stolpu budističnega kadila na severnem bregu.

### Zahodni jez
- Most, ki loči jezero (界湖桥; 界湖橋; Jièhúqiáo): most, ki ločuje jezero Kunming od severnega jezera.
- Most žadastega pasu (玉带桥; 玉带橋; Yùdàiqiáo)
- Most Binfeng (豳风桥; 豳风橋; Bīnfēngqiáo)
- Stolp Džingming (景明楼; 景明樓; Jǐngmínglóu): Uničili so ga Britanci in Francozi leta 1860, obnovili pa so ga šele leta 1992. Zasnovan je bil tako, da posnema stolp Juejang.
- Zrcalni most (镜桥; 鏡橋; Jìngqiáo)
- Beli svileni most (练桥; 炼橋; Liànqiáo)
- Vrbov most (柳桥; 柳橋; Liǔqiáo): je najjužneje od zahodnega jezu.
- Slikovito območje kmetovanja in tkanja (Gēngzhítú Jǐngqū): Zgrajeno v času cesarja Čjanlonga, je bilo zasnovano tako, da bi oživilo prizore iz vsakdanjega življenja kmetov. To območje je bilo izključeno iz Poletne palače, potem ko jo je prenovila cesarica vdova Ciši. Leta 1949 je območje zasedla Ljudska osvobodilna vojska in tam zgradila tovarno papirja. Leta 2003 je bilo območje ponovno vključeno v Poletno palačo, nekatere stare stavbe pa so bile obnovljene.